# Mads Eriksen
Mads Eriksen, född 15 juli 1977 i Malvik, är en norsk serieskapare.
Eriksen blev först känd för serien Gnome, som han började teckna 2000. Hans popularitet ökade med semisjälvbiografiska och lätt surrealistiska M. Denna publiceras i Norge sedan 2005 i en egen tidning och har givits ut i flera album. I Sverige publiceras den i tidningen Pondus.